# Dansk Melodi Grand Prix 2008
Dansk Melodi Grand Prix 2008 var den 38. udgave Dansk Melodi Grand Prix, en årligt tilbagevendende sangkonkurrence afholdt af DR siden 1957. Formålet var at finde den sang, der skulle repræsentere Danmark ved Eurovision Song Contest 2008 i Serbien. Vinderen af konkurrencen blev Simon Mathew med sangen "All Night Long".
Konkurrencen bestod af to semifinaler afholdt i DR Byen, hhv. den 12. og 19. januar, samt en finale afholdt 2. februar i Forum Horsens. For andet år i træk var værterne Camilla Ottesen og Adam Duvå Hall.

## Konkurrencens format
For andet år i træk blev Dansk Melodi Grand Prix afviklet i form af to semifinaler efterfulgt af en finale. I alt deltog 16 bidrag i semifinalerne. Fra hver semifinale gik de fire bedst placerede sange videre til finalen. Radiokanalerne P3 og P4 uddelte herefter hver et wildcard til én af de sange, der ikke var gået videre til finalen i første omgang. Begge wildcards blev fundet via lytterafstemning. I finalen valgte seerne, hvilken sang der skulle repræsentere Danmark i Eurovision Song Contest 2008.
Et bedømmelsesudvalg nedsat af DR udvalgte de 16 deltagende sange i åben konkurrence blandt indsendte sange. Da fristen for at indsende bidrag til Dansk Melodi Grand Prix 2008 udløb, havde DR modtaget 443 sange.

## Semifinaler
Begge semifinaler blev afholdt i DR Byens Studie 5, hver med otte deltagende sange. Fra hver semifinale gik de de fire sange med flest SMS-stemmer videre til finalen. Finalisterne blev afsløret i vilkårlig rækkefølge.

### Semifinale 1
| Nr. | Sang                 | Solist            |
| 1   | Laying Down My Cards | Anorah            |
| 2   | Vi er der om lidt    | Sidse Holte       |
| 3   | Tree of Life         | Unite             |
| 4   | Luciano              | Amin Jensen       |
| 5   | Come On Over         | Hassing & Hassing |
| 6   | Grøn mand gå         | Louise Victoria   |
| 7   | Underneath the Moon  | Camille & Ulrik   |
| 8   | Den jeg er           | Charlie           |

### Semifinale 2
| Nr. | Sang                  | Solist          |
| 1   | Vilde hjerter         | Gunhild         |
| 2   | Kan ikke forstå       | Julie Rugaard   |
| 3   | All Night Long        | Simon Mathew    |
| 4   | Until We're Satisfied | Kendra Lou      |
| 5   | Sweet Memories of You | Josefine & Lars |
| 6   | Spanish Soul          | Sandee May      |
| 7   | Hooked on You         | Lasse Lindorff  |
| 8   | La' mig være          | The Dreams      |

### P3 Wildcard-afstemning
| Nr. | Sang                  | Solist          |
| 1   | Grøn mand gå          | Louise Victoria |
| 2   | Laying Down My Cards  | Anorah          |
| 3   | Kan ikke forstå       | Julie Rugaard   |
| 4   | Until We're Satisfied | Kendra Lou      |

### P4 Wildcard-afstemning
| Nr. | Sang                | Solist          |
| 1   | Hooked on You       | Lasse Lindorff  |
| 2   | Vilde hjerter       | Gunhild         |
| 3   | Vi er der om lidt   | Sidse Holte     |
| 4   | Underneath the Moon | Camille & Ulrik |

## Finalen
| Nr. | Sang                    | Solist            | Musik og tekst                                                                     |
| 1   | "Come on Over"          | Hassing & Hassing | Anne-Marie og Claus Hassing (musik), Anne-Marie Hassing (tekst)                    |
| 2   | "All Night Long"        | Simon Mathew      | Jacob Launbjerg, Svend Gudiksen, Nis Bøgvad                                        |
| 3   | "Luciano"               | Amin Jensen       | Amin Jensen, Jan Lysdahl                                                           |
| 4   | "Until We're Satisfied" | Kendra Lou        | Sascha Dupont, Jan Winther, Claus Christensen                                      |
| 5   | "Tree of Life"          | Unite             | Lars Nielsen, Niklas Nielsen, Gabriel Willy Ssezibwa, René Prang, Unite            |
| 6   | "Hooked on You"         | Lasse Lindorff    | Lasse Lindorff, Mogens Binderup, Lise Cabble                                       |
| 7   | "Den jeg er"            | Charlie           | Andreas Hemmeth, Carina Juul Jensen                                                |
| 8   | "Sweet Memories of You" | Josefine & Lars   | Maria Montell, Jacob Gurevitsch, Jonas Jeberg                                      |
| 9   | "La' mig være"          | The Dreams        | Hans Edward Andreasen, Lars Pedersen                                               |
| 10  | "Spanish Soul"          | Sandee May        | Lars Nielsen, Niklas Nielsen, Gabriel Willy Ssezibwa, René Prang, Sandie Rasmussen |

### Afstemning
Vinderen blev fundet ved SMS-afstemning. Ved pointafgivningen var landet inddelt i fem regioner.
Fra hver region var der hhv. 12, 10, 8, 6 og 4 stemmer til de fem sange, der havde fået flest stemmer.
| Nr. | Solist            | Sang                    | Nordjylland | Midtjylland | Syddanmark | Sjælland | Hovedstaden | Total point | Placering |
| --- | ----------------- | ----------------------- | ----------- | ----------- | ---------- | -------- | ----------- | ----------- | --------- |
| 1.  | Hassing & Hassing | "Come On Over"          | 10          |             |            |          |             | 10          | 6         |
| 2.  | Simon Mathew      | "All Night Long"        | 12          | 10          | 12         | 6        | 8           | 48          | 1         |
| 3.  | Amin Jensen       | "Luciano"               |             |             | 4          | 4        |             | 8           | 7         |
| 4.  | Kendra Lou        | "Until We're Satisfied" |             | 6           | 6          |          | 4           | 16          | 4         |
| 5.  | Unite             | "Tree of Life"          | 6           | 8           | 10         | 10       | 12          | 46          | 2         |
| 6.  | Lasse Lindorff    | "Hooked on You"         |             |             |            |          | 6           | 6           | 9         |
| 7.  | Charlie           | "Den jeg er"            |             |             |            |          |             | 0           | 10        |
| 8.  | Josefine & Lars   | "Sweet Memories of You" | 8           |             |            |          |             | 8           | 7         |
| 9.  | The Dreams        | "La' mig være"          |             | 4           |            | 12       |             | 16          | 4         |
| 10. | Sandee May        | "Spanish Soul"          | 4           | 12          | 8          | 8        | 10          | 42          | 3         |